# Michalis Bakakis
Michalis Bakakis (Agrínio, 18 de março de 1991) é um futebolista profissional grego que atua como lateral-direito.

## Carreira

### Panetolikos
Michalis Bakakis se profissionalizou no Panetolikos, em 2008, e se transferiu para o AEK Atenas em 2014.

## Títulos
AEK Atenas
- Superliga Grega: 2017–18